# Kurt Glaser (Romanist)

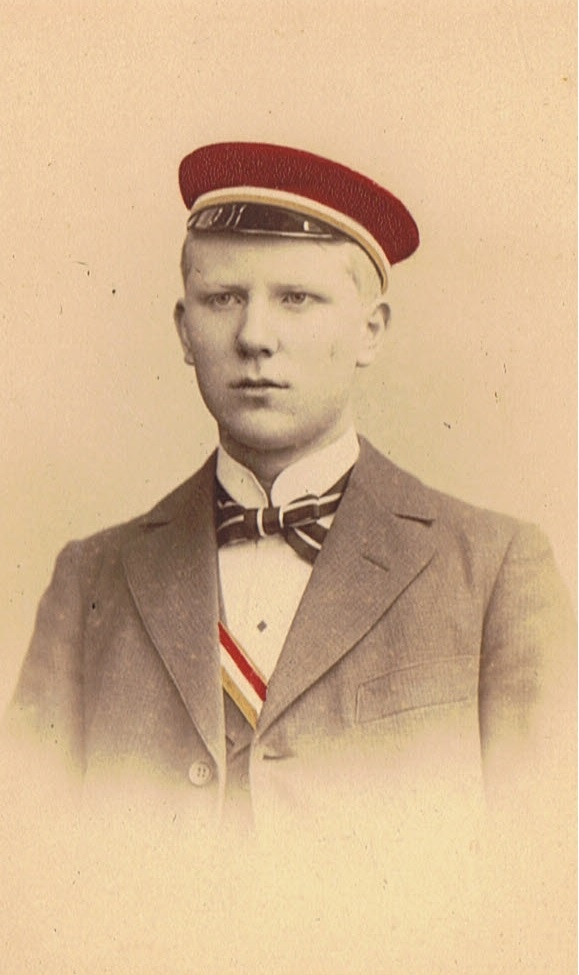
Kurt Glaser

Kurt Glaser (* 25. Mai 1880 in Wetzlar; † 16. Dezember 1946 in Gießen) war ein deutscher Romanist.

## Leben
Glaser besuchte das Wetzlarer Gymnasium, an dem sein Vater Adalbert Glaser Gymnasialprofessor war. Nach dem Abitur am 19. Februar 1898  studierte er Philologie an der Hessischen Ludwigs-Universität. Noch keine 18 Jahre alt und von wenig robuster Natur, trat er Ostern 1898 als Conkneipant in das Corps Starkenburgia ein. Er wurde nach drei guten Mensuren recipiert, verließ Gießen aber studienhalber nach drei Semestern. Später erhielt er die Corpsschleife und bald darauf das Band.
Am 30. Juli 1902 wurde er in Gießen summa cum laude zum Dr. phil. promoviert. Im Wintersemester 1902/03 bestand er das Staatsexamen mit Auszeichnung. Den praktischen Vorbereitungsdienst im höheren Schulwesen absolvierte er in Essen, Mülheim an der Ruhr und Moers. Im Sommer 1904 studierte er nochmals in Paris. Ab Mai 1905 war Lehrer an der Oberrealschule Marburg. Er heiratete Bertha Fabricius, die Tochter seines Corpsbruders Wilhelm Fabricius.
1912 habilitierte er sich mit der Arbeit Beiträge zur Geschichte der politischen Literatur Frankreichs in der zweiten Hälfte des 16. Jahrhunderts (Teildruck Marburg 1912). Seit 1921 a.o. Professor in Gießen, erhielt er 1922 das Band des  Corps Guestphalia Marburg. 1929 folgte er Dietrich Behrens als Lehrstuhlinhaber. Er erlitt 1935 und 1938 Schlaganfälle, der zweite hinderte ihn an der weiteren Berufsausübung. Die Herausgabe des romanistischen Teils vom Literaturblatt für germanische und romanische Philologie gab er an seinen Schüler Walter Gottschalk ab. Er starb mit 66 Jahren. Die Trauerfeier fand auf dem Neuen Friedhof in Gießen statt. Nach der Kremierung wurde die Urne in Wetzlar beigesetzt.

## Werke
- Montesquieus Theorie vom Ursprung des Rechts. Marburg 1907.
- Georges Rodenbach, der Dichter des toten Brügge. Marburg 1917.
- Zum Bedeutungswandel im Französischen. Marburg 1922.
- Frankreich und seine Einrichtungen. Bielefeld 1923.
- Altfranzösisches Lesebuch des späteren Mittelalters. Halle a. S. 1926.
- Neologismus und Sprachgefühl im heutigen Französisch. Gießen 1930.
- La psychologie du peuple français. Leipzig 1930.